# رينزو أوليفو
رينزو أوليفو (بالإسبانية: Renzo Olivo)‏ مواليد 15 مارس 1992، هو لاعب كرة مضرب أرجنتيني بدأ مسيرته كمحترف سنة 2009 يلعب باليد اليمنى ويحتل حالياً المرتبة رقم. 167 (07 مارس 2016) في تصنيف رابطة محترفي كرة المضرب. أعلى تصنيف له في الفردي كان المركز الـ 151 في سنة 2016. أعلى تصنيف له في الزوجي كان المركز الـ 148 في سنة 2013.

## الخط الزمني للفردي
مفتاح
| ف | ن | ن.ن | ر.ن | د# | د.م | ل | أ.أ | ت | غ | ب | ف | ذ | م.خ | ل.ت |

(ف) فاز بالبطولة (ن) وصل النهائي (ن.ن) نصف النهائي (ر.ن) ربع النهائي (د#) الأدوار الأربعة الأولى (د.م) دور المجموعات (ل) شارك في كأس ديفيز (أ.أ) خرج من الأدوار الاولى (ت) خسر التصفيات التأهيلية (غ) غاب عن الحدث أو البطولة (ب) حصل على ميدالية برونزية (ف) حصل على ميدالية فضية (ذ) حصل على ميدالية ذهبية (م.خ) بطولة الماسترز خُفضت إلى مرتبة أقل (ل.ت) البطولة لم تعقد في السنة المعينة.
لتجنب الارتباك وازدواجية الحساب، يتم تحديث هذه المعلومات إما في نهاية البطولة، أو عندما تكون مشاركة اللاعب في البطولة قد انتهت.
| دورات الجراند سلام |     |     |     |     |     |
| أستراليا المفتوحة  | غ   | غ   | غ   | د2  | 1–1 |
| فرنسا المفتوحة     | ت2  | غ   | ت1  |     | 0–0 |
| بطولة ويمبلدون     | ت1  | غ   | ت1  |     | 0–0 |
| أمريكا المفتوحة    | ت1  | غ   | ت1  |     | 0–0 |
| فوز-خسارة          | 0–0 | 0–0 | 0–0 | 1–1 | 1–1 |

## روابط خارجية
- رينزو أوليفو على موقع رابطة محترفي التنس (الإنجليزية)
- رينزو أوليفو على موقع الاتحاد الدولي لكرة المضرب (الإنجليزية)
- رينزو أوليفو على موقع كأس ديفيز (الإنجليزية)
- رينزو أوليفو على موقع خلاصة التنس.كوم (الإنجليزية)
- رينزو أوليفو على موقع إي إس بي إن.كوم (الإنجليزية)
- رينزو أوليفو على موقع أوليمبيديا (الإنجليزية)